# 直脉兔儿风
直脉兔儿风（学名：Ainsliaea nervosa）为菊科兔儿风属的植物，是中国的特有植物。分布在中国大陆的四川等地，生长于海拔1,000米至1,500米的地区，一般生于林下荫湿地、水旁或湿润草丛中，目前尚未由人工引种栽培。